# Arroyo del Ojanco
Arroyo del Ojanco è un comune spagnolo di 2 388 abitanti situato nella comunità autonoma dell'Andalusia.
Il comune venne creato il 24 gennaio 2001 come distaccamento da Beas de Segura.

## Geografia fisica
Il comune è attraversato dal Guadalimar, che ne segna il confine settentrionale.